# 은휼
은휼(1982년 4월 16일 ~)은 대한민국의 가수다. 2004년 제15회 유재하 가요제에서 금상을 수상한 바 있으며, 2004년 영화 내사랑 싸가지 OST 'To H'로 데뷔했다.

## 방송
- 슈퍼 히트 (2013) - 준우승
- CTS 대한민국 K-가스펠 (2021) - 동상